# Grijskruintiran
De grijskruintiran (Myiozetetes granadensis) is een zangvogel uit de familie Tyrannidae (tirannen).

## Verspreiding en leefgebied
Deze soort komt voor van Honduras tot het Amazonegebied en telt drie ondersoorten:
- M. g. granadensis: van oostelijk Honduras tot Panama.
- M. g. occidentalis: van oostelijk Panama tot noordwestelijk Peru.
- M. g. obscurior: van oostelijk Colombia en zuidelijk Venezuela via amazonisch westelijk Brazilië tot noordelijk Bolivia.

## Status
De grootte van de populatie is in 2019 geschat op 5-50 miljoen volwassen vogels. Op de Rode lijst van de IUCN heeft deze soort de status niet bedreigd.